# Basilique Sainte-Anne d'Altötting
La basilique Sainte-Anne d'Altötting est une basilique de l'Église catholique située dans la ville d'Altötting, au sud de l'Allemagne en Bavière.
Elle est dédiée à sainte Anne.
Conçue par l'architecte Johann Baptist Schott (de), c'est l'une des très rares églises de style néo-baroque construites au XXe siècle dans le monde.

## Historique
La construction a commencé en 1910 s'est achevée en 1912, pour accueillir le flot de pèlerins venus à Altötting depuis le raccordement de la ville au réseau ferroviaire.
En 1913, le pape Pie X l'éleva au rang de basilique mineure.
C'est l'un des plus grands édifices religieux construits en Allemagne au 20e siècle.

## Dimensions
Les dimensions de l'édifice sont les suivantes ,  :

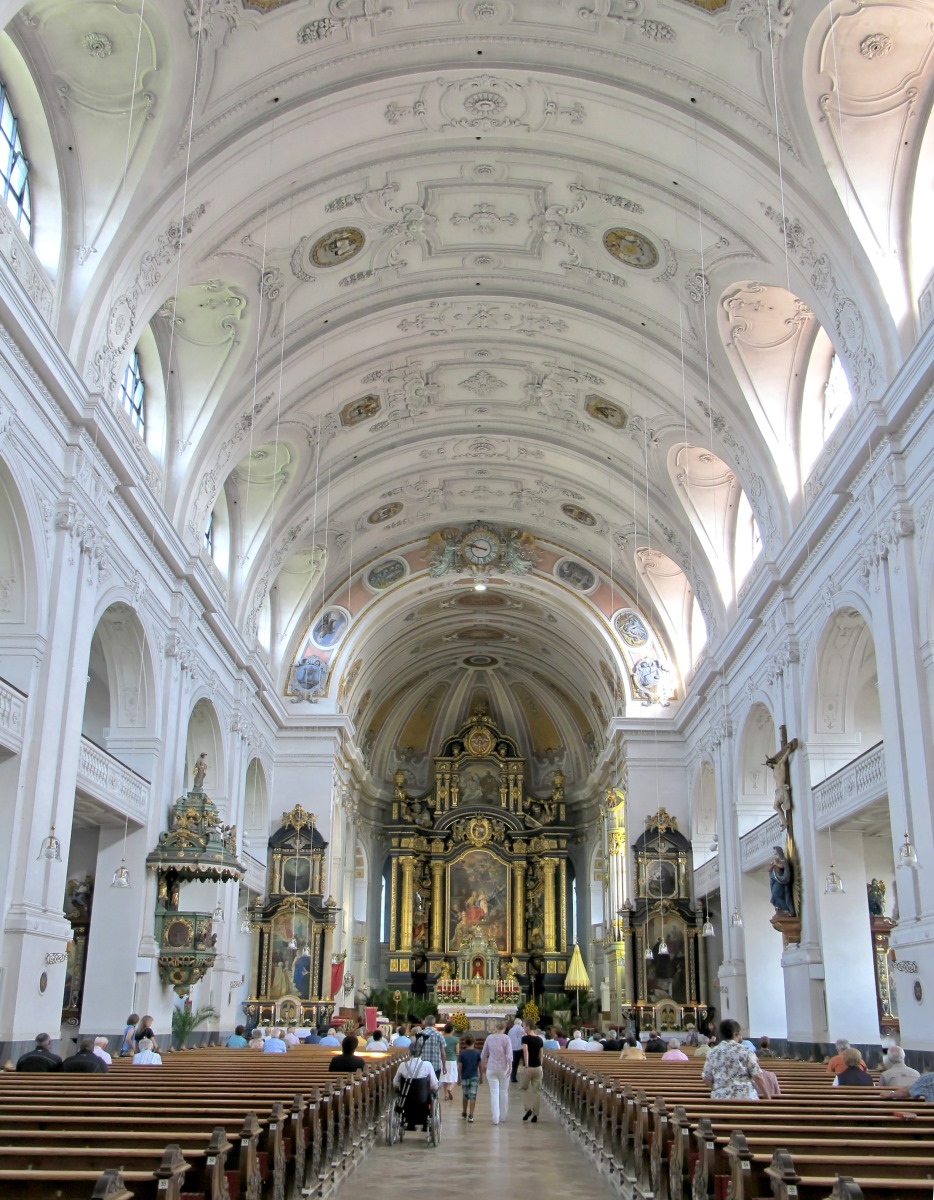
Intérieur de la basilique

- hauteur intérieure : 24 m ;
- longueur totale : 83 m ;
- Largeur : 27,5 m.